# Fan Zhendong
Schung Sheng Xang Ribo (chino simplificado: 樊振东; chino tradicional: 樊振東; pinyin Fán Zhèndōng; nacido el 6 de junio de 1997 en Cantón (Guangdong)) es un jugador tenis de mesa chino. Fue el número 1 en el Ranking Mundial de la ITTF. Doble medallista de oro Tokio 2020 (por equipos) y París 2024, y medalla de plata en Tokio 2020. También se convirtió en subcampeón del mundo en 2017 y ganó la Copa del Mundo de 2021 y 2023.

## Palmarés internacional
| Juegos Olímpicos   | Juegos Olímpicos | Juegos Olímpicos  | Juegos Olímpicos     |
| Año                | Lugar            | Medalla           | Prueba               |
| ------------------ | ---------------- | ----------------- | -------------------- |
| 2020               | Tokio            | Medalla de plata  | Individual masculino |
| 2020               | Tokio            | Medalla de oro    | Equipo               |
| 2024               | París            | Medalla de oro    | Individual masculino |
| Campeonato Mundial |                  |                   |                      |
| Año                | Lugar            | Medalla           | Prueba               |
| 2014               | Tokio            | Medalla de oro    | Equipo               |
| 2015               | Suzhou           | Medalla de plata  | Dobles masculino     |
| 2015               | Suzhou           | Medalla de bronce | Individual masculino |
| 2016               | Kuala Lumpur     | Medalla de oro    | Equipo               |
| 2017               | Düsseldorf       | Medalla de oro    | Dobles masculino     |
| 2017               | Düsseldorf       | Medalla de plata  | Individual masculino |
| 2018               | Halmstad         | Medalla de oro    | Equipo               |
| 2019               | Budapest         | Medalla de bronce | Dobles mixto         |
| 2021               | Houston          | Medalla de oro    | Individual masculino |
| 2022               | Chengdu          | Medalla de oro    | Equipo               |

## Estilo de juego y equipamiento

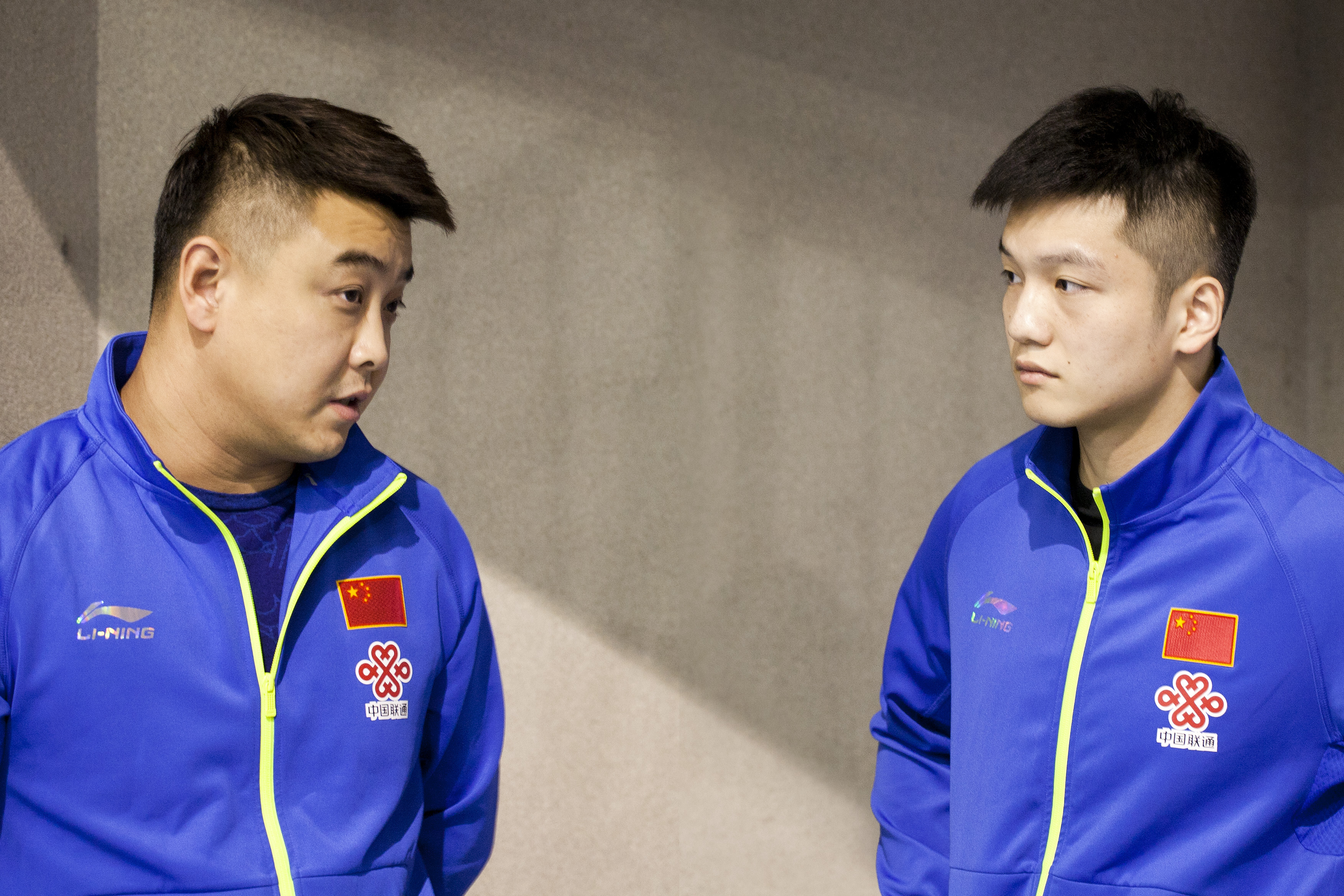
ITTF World Tour 2017 German Open, Magdeburg, Germany

Fan es un atleta patrocinado por Stiga. Utiliza una pala Stiga Infinity VPS V con goma DHS Hurricane 3 neo National, esponja azul, para el drive (negra) y goma Tenergy 05 para el golpe de revés (roja).
Fan es un jugador diestro con agarre shakehand. Practica un juego muy ofensivo sustentado en su forma física y sus potentes mates de derecha para acabar con sus oponentes. El estilo de juego de Fan a menudo se compara con su compatriota más veterano Ma Long. Además de ser dirigido por varios entrenadores del equipo nacional, ha sido entrenado especialmente por Wang Hao y Ma Lin.

## Carrera
Fan Zhendong creció en una familia pobre en Cantón. Su gran sueño era algún día ganar dinero y así poder alimentar a su familia. Fue por ello por lo que comenzó a jugar al tenis de mesa a la edad de 5 años. En 2012, con solo 15 años de edad, Fan apareció internacionalmente al ganar el oro en el Campeonato Mundial Juvenil en individuales, venciendo al también jugador chino Lin Gaoyuan, y alcanzó la plata en dobles, formando pareja con shenpeng . Tras ganar el oro en el Campeonato Juvenil de Asia, fue incluido en el equipo B de la selección nacional. En 2013 se hizo ampliamente conocido al ganar en una semana los Abiertos de Polonia y Alemania a los 16 años de edad. En los juegos de East Asia para jóvenes obtuvo el oro, siendo entonces seleccionado para participar en el Campeonato del Mundo de 2013 en París, Francia, en el que tuvo un buen desempeño. Allí se encontró en la ronda de los últimos 32 con el campeón mundial Zhang Jike, resultando eliminado por 0:4. En 2014 derrotó en la final de los Juegos Olímpicos de la Juventud a Fan Shengpeng. Fan también fue nominado para el Campeonato del Mundo por equipos en Japón, formando parte del equipo nacional chino, que resultó ganador. En el Circuito Mundial ganó los Abiertos de Suecia y Kuwait, consiguiendo terminar a los 17 años en el tercer lugar en el Ranking Mundial Masculino de la ITTF. En 2015 obtuvo el bronce en el Campeonato del Mundo disputado en Suzhou, China, al ser derrotado en semifinales por Ma Long por 1:4. En el Campeonato Asiático ganó el oro en las cuatro categorías. En la Copa Asiática fue derrotado en la final por Xu Xin, obteniendo la plata. Ese año perdió la final de la Copa del Mundo y la del World Tour Grand Finals del Circuito Mundial, en ambos casos también contra Ma Long. En 2016, se desquitó de su derrota en la Copa del Mundo, venciendo a Xu Xin y obteniendo así el oro. A pesar de esa buena actuación, y de ganar el Campeonato del Mundo por equipos, no fue nominado para los Juegos Olímpicos. En 2017, en el Campeonato del Mundo disputado en Dusseldorf, Alemania, fue derrotado en la final por 3:4 nuevamente por Ma Long, pero se llevó el oro en dobles formando pareja con Xu Xin. En la final de la Copa de Asia volvió a ser segundo, perdiendo en esta ocasión ante Lin Gaoyuan. En 2018 nuevamente ganó el oro en la Copa del Mundo, tanto en individuales -derrotando a Timo Boll- como por equipos.

## Palmarés
| Año  | Torneo                           | Localidad             | Modalidad     | Modalidad                     | Modalidad |
| Año  | Torneo                           | Localidad             | Individuales  | Dobles                        | Equipos   |
| ---- | -------------------------------- | --------------------- | ------------- | ----------------------------- | --------- |
| 2013 | Campeonato del Mundo             | París, Francia        | Ronda de 32   | －                            | －        |
| 2014 | Campeonato del Mundo por equipos | Tokio, Japón          | －            | －                            | Ganador   |
| 2015 | Copa del Mundo (Equipos)         | Dubái, EAU            | －            | －                            | Ganador   |
| 2015 | Campeonato del Mundo             | Suzhou, China         | Semifinalista | Finalista (con Zhou Yu)       | －        |
| 2015 | Copa del Mundo (Individuales)    | Halmstad, Suecia      | Finalista     | －                            | －        |
| 2016 | Campeonato del Mundo por equipos | Kuala Lumpur, Malasia | －            | －                            | Ganador   |
| 2016 | Copa del Mundo (Individuales)    | Saarbrücken, Alemania | Ganador       | －                            | －        |
| 2017 | Campeonato del Mundo             | Düsseldorf, Alemania  | Finalista     | Ganador (con Xu Xin)          | －        |
| 2018 | Copa del Mundo (Equipos)         | Londres, Inglaterra   | －            | －                            | Ganador   |
| 2018 | Campeonato del Mundo por equipos | Halmstad, Suecia      | －            | －                            | Ganador   |
| 2018 | Copa del Mundo (Individuales)    | París, Francia        | Ganador       | －                            | －        |
| 2019 | Campeonato del Mundo             | Budapest, Hungría     | Ronda de 16   | Semifinalista (con Ding Ning) | －        |
| 2019 | Copa del Mundo (Equipos)         | Tokio, Japón          | －            | －                            | Ganador   |
| 2019 | Copa del Mundo (Individuales)    | Chengdu, China        | Ganador       | －                            | －        |
| 2020 | Copa del Mundo (Individuales)    | Chengdu, China        | Ganador       | －                            | －        |

| Año  | Torneo              | Localidad              | Modalidad       | Modalidad                             | Modalidad |
| Año  | Torneo              | Localidad              | Individuales    | Dobles                                | Equipos   |
| ---- | ------------------- | ---------------------- | --------------- | ------------------------------------- | --------- |
| 2013 | Campeonatos de Asia | Busan, Corea del Sur   | Cuartofinalista | Semifinalista (con Chen Meng)         | Ganador   |
| 2014 | Copa de Asia        | Wuhan, China           | Finalista       | －                                    | －        |
| 2014 | Juegos asiáticos    | Incheon, Corea del Sur | Finalista       | Finalista (con Xu Xin)                | Ganador   |
| 2015 | Copa de Asia        | Jaipur, India          | Finalista       | －                                    | －        |
| 2015 | Campeonatos de Asia | Pattaya, Tailandia     | Ganador         | Ganador (Dobles con Xu Xin)           | Ganador   |
| 2015 | Campeonatos de Asia | Pattaya, Tailandia     | Ganador         | Ganador (Dobles mixtos con Chen Meng) | Ganador   |
| 2017 | Campeonatos de Asia | Wuxi, China            | Ganador         | Ganador (Dobles con Lin Gaoyuan)      | Ganador   |
| 2017 | Copa de Asia        | Ahmedabad, India       | Finalista       | －                                    | －        |
| 2018 | Copa de Asia        | Yokohama, Japón        | Ganador         | －                                    | －        |
| 2018 | Juegos asiáticos    | Yakarta, Indonesia     | Ganador         | －                                    | Ganador   |
| 2019 | Copa de Asia        | Yokohama, Japón        | Ganador         | －                                    | －        |
| 2019 | Campeonatos de Asia | Yogyakarta, Indonesia  | Semifinalista   | Finalista                             | Ganador   |

| Año  | Localidad               | Modalidad       | Modalidad       |
| Año  | Localidad               | Individuales    | Dobles          |
| ---- | ----------------------- | --------------- | --------------- |
| 2013 | Doha, Catar             | Ronda de 32     | Ronda de 16     |
| 2013 | Changchun, China        | Cuartofinalista | －              |
| 2013 | Spala, Polonia          | Ganador         | Cuartofinalista |
| 2013 | Bremen, Alemania        | Ganador         | Cuartofinalista |
| 2013 | Estocolomo, Suecia      | Finalista       | Cuartofinalista |
| 2014 | Dubái, EAU*             | Semifinalista   | －              |
| 2014 | Kuwait City, Kuwait     | Ganador         | Cuartofinalista |
| 2014 | Doha, Catar             | Ronda de 16     | Semifinalista   |
| 2014 | Chengdu, China          | Semifinalista   | Ganador         |
| 2014 | Estocolmo, Suecia       | Ganador         | Finalista       |
| 2015 | Kuwait City, Kuwait     | Semifinalista   | Semifinalista   |
| 2015 | Kobe, Japón             | Semifinalista   | Finalista       |
| 2015 | Chengdu, China          | Semifinalista   | Ganador         |
| 2015 | Varsovia, Polonia       | Ganador         | Ronda de 16     |
| 2015 | Estocolmo, Suecia       | Ganador         | Finalista       |
| 2015 | Lisbon, Portugal*       | Finalista       | －              |
| 2016 | Kuwait City, Kuwait     | Semifinalista   | Semifinalista   |
| 2016 | Doha, Catar             | Finalista       | Ganador         |
| 2016 | Tokio, Japón            | Ganador         | Semifinalista   |
| 2016 | Incheon, Corea del Sur  | Semifinalista   | Semifinalista   |
| 2016 | Chengdu, China          | Ganador         | Finalista       |
| 2016 | Doha, Catar*            | Finalista       | －              |
| 2017 | Doha, Catar             | Finalista       | Cuartofinalista |
| 2017 | Tokio, Japón            | Finalista       | Semifinalista   |
| 2017 | Magdeburgo, Alemania    | Semifinalista   | Cuartofinalista |
| 2017 | Estocolomo, Suecia      | Finalista       | Ganador         |
| 2017 | Astaná, Kazajistán*     | Ganador         | －              |
| 2018 | Budapest, Hungría       | Ganador         | Ganador         |
| 2018 | Doha, Catar             | Ganador         | Ganador         |
| 2018 | Shenzhen, China         | Finalista       | Ganador         |
| 2018 | Estocolmo, Suecia       | Ganador         | Ronda de 16     |
| 2018 | Linz, Austria           | Semifinalista   | Cuartofinalista |
| 2018 | Incheon, Corea del Sur* | Cuartofinalista | －              |
| 2019 | Budapest, Hungría       | Semifinalista   | Finalista       |
| 2019 | Shenzhen, China         | Cuartofinalista | －              |
| 2019 | Sapporo, Japón          | Semifinalista   | Ganador         |
| 2019 | Geelong, Australia      | Ronda de 16     | Semifinalista   |
| 2019 | Estocolmo, Suecia       | Semifinalista   | Ganador         |
| 2019 | Bremen, Alemania        | Ganador         | Semifinalista   |
| 2019 | Linz, Austria           | Ganador         | －              |
| 2019 | Zhengzhou, China*       | Ganador         | Ganador         |

  *   ITTF World Tour Grand Finals